# スタジオキャブ
有限会社スタジオキャブは、日本のアニメ制作会社。

## 概要・沿革
マッドハウスやスタジオあんなぷる出身の大賀俊二が1990年9月に『それいけ!アンパンマン』TVシリーズの制作をきっかけとして、同作に制作参加していたフリーの演出家5名で設立。
スタジオを東京都練馬区南田中のワンルームマンションとし、演出のみの受注を生業としていたが、2001年からCM・OVAなどのグロス請けが増し、制作部門を持つこととなる。同時に武蔵野市境南町2丁目13番2号 寿ビル3階に移転した（後に同市境4丁目2番21号 ビューノII2階201号室へ移転）。

## 主な参加作品

### テレビアニメ
- それいけ!アンパンマン（1988年 - 、3xCube担当）
- おちゃめなふたご クレア学院物語（1991年 - 1991年）
- 天使な小生意気（2002年 - 2003年）
- 高橋留美子劇場 人魚の森（2003年 - 2003年）
- モンキー・パンチ 漫画活動大写真（2004年 - 2005年）
- 愛してるぜベイベ★★（2004年 - 2004年）
- ネポス・ナポス（2004年）
- ゴルゴ13（2008年 - 2009年）
- 最強武将伝 三国演義（2010年 - 2011年）
- たまごっち!シリーズ
  - たまごっち!（TEAM KAMEI、2009年 - 2012年）
  - たまごっち! ゆめキラドリーム（TEAM KAMEI、2012年 - 2013年）
  - たまごっち! みらくるフレンズ（TEAM WASAKI、2013年 - 2014年）
  - GO-GO たまごっち!（TEAM WASAKI、2014年 - 2015年）
- かみさまみならい ヒミツのここたま（TEAM WASAKI、2015年 - 2018年）

### テレビスペシャル
- ルパン三世 燃えよ斬鉄剣（1994年）

### 劇場アニメ
- それいけ!アンパンマン おむすびまん ひとくち村のこむすびまん/おばけ寺のたぬきおに（1990年）
- ガンバとカワウソの冒険 (映画)（1991年）
- それいけ!アンパンマン みんな集まれ! アンパンマンワールド（1994年）
- それいけ!アンパンマン アンパンマンとハッピーおたんじょう日（1995年）
- それいけ!アンパンマン ばいきんまんと3ばいパンチ（1996年）
- それいけ!アンパンマン 虹のピラミッド（1997年）
- 栄光へのシュプール -猪谷千春物語-（1997年）
- それいけ!アンパンマン アンパンマンとたのしい仲間たち（1999年）
- それいけ!アンパンマン やきそばパンマンとブラックサボテンマン（2000年）
- それいけ!アンパンマン 怪傑ナガネギマンとやきそばパンマン（2001年）
- それいけ!アンパンマン ゴミラの星（2001年）
- それいけ!アンパンマン 鉄火のマキちゃんと金のかまめしどん（2002年）
- それいけ!アンパンマン ロールとローラ うきぐも城のひみつ（2002年）
- 劇場版 甲虫王者ムシキング グレイテストチャンピオンへの道（2005年）
- それいけ!アンパンマン うたって てあそび! アンパンマンともりのたから（2011年）
- 氷川丸ものがたり（2015年）

### OVA
- 魔獣戦線（1990年）
- ハンサムな彼女（1991年）
- 横浜ばっくれ隊（1993年 - 1995年）
- それいけ!アンパンマン おたんじょうびシリーズ（1995年）
- ザ・ハード BOUNTY HUNTER（1996年）
- ミュータント・タートルズ 超人伝説編（1996年）
- シティーハンター 緊急生中継!?凶悪犯冴羽獠の最期（1999年）
- やなせたかしメルヘン劇場（2008年）
- それいけ!アンパンマン ハッピーおたんじょうびシリーズ（2015年）

### ゲーム
- サクラ大戦（1996年）